# Bilad el-Djerid
Bilad el-Djerid är ett område mellan Chott el Gharsa och Chott el Djerid i Nordafrika, på gränsen mellan Tunisien och Algeriet.
Området är en oas med många dadelpalmer. Staden Tozeur ligger i detta område; en järnväg förbinder Tozeur med kusten och Nefta.
Matematikern Ibn Chabbat (1221–1285) konstruerade den bevattningsanläggning som även i dag förser jordbruksarealerna i området med vatten.